# Pädagogische Universität Tianjin

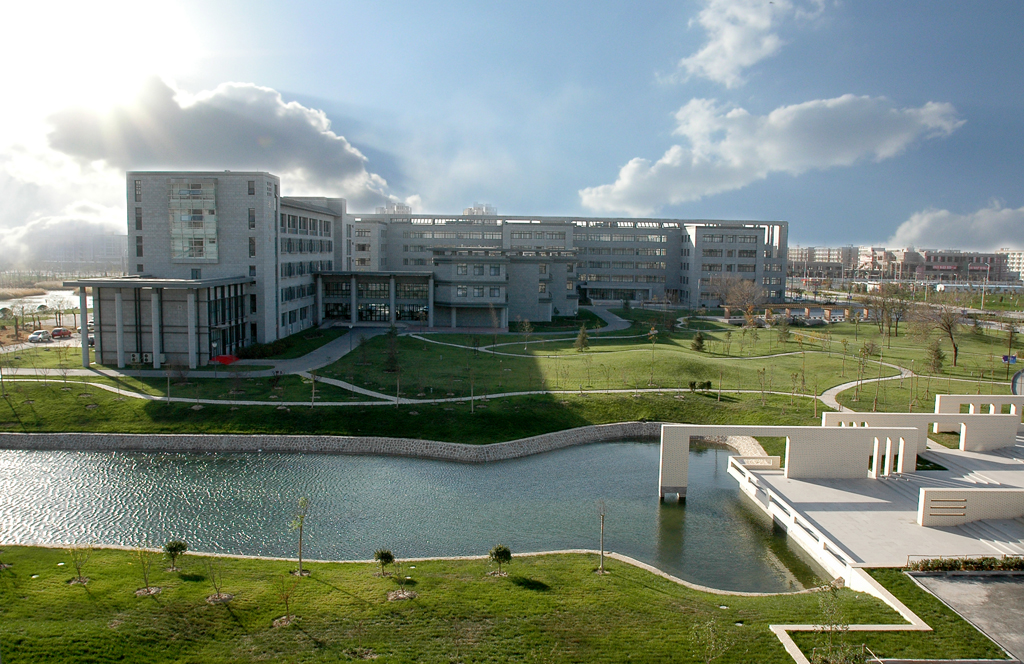
Pädagogische Universität Tianjin

Pädagogische Universität Tianjin (chinesisch 天津师范大学, Pinyin Tiānjīn shīfàn dàxué, englisch Tianjin Normal University) ist eine 1958 gegründete, staatliche Universität in der Volksrepublik China. Sie hat ihren Sitz im Stadtbezirk Xiqing der Stadt Tianjin.